# Тауи (птицы)
Тауи (лат. Pipilo) — род воробьиных птиц из семейства Passerellidae, ранее включался в семейство овсянковых.

## Классификация
На январь 2020 года в род включают 5 видов, из которых 1 вымерший:
- Pipilo chlorurus (Audubon, 1839) — Зеленохвостый тауи[1]
- Pipilo erythrophthalmus (Linnaeus, 1758) — Красноглазый тауи
- Pipilo maculatus Swainson, 1827
- † Pipilo naufragus Olson & Wingate, 2012
- Pipilo ocai (Lawrence, 1865) — Ошейниковый пипило[1]

Четыре вида, ранее включаемых в этот таксон, перенесены в 2009 году в род овсянок-чиапа.

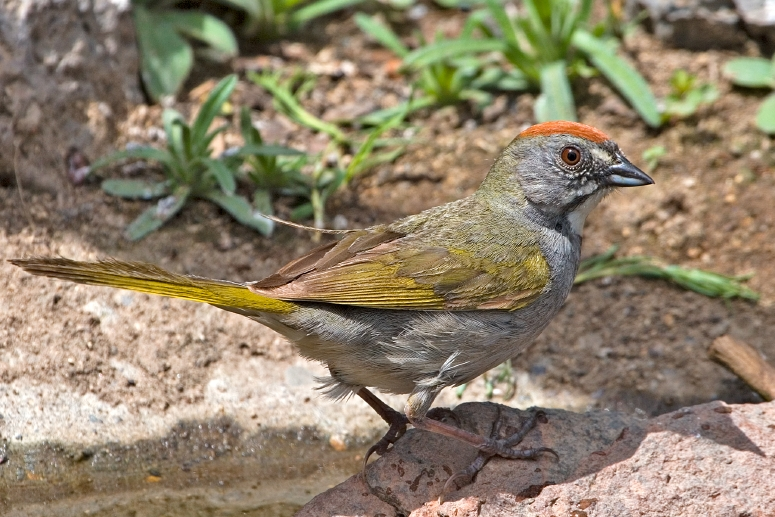
Зеленохвостый тауи
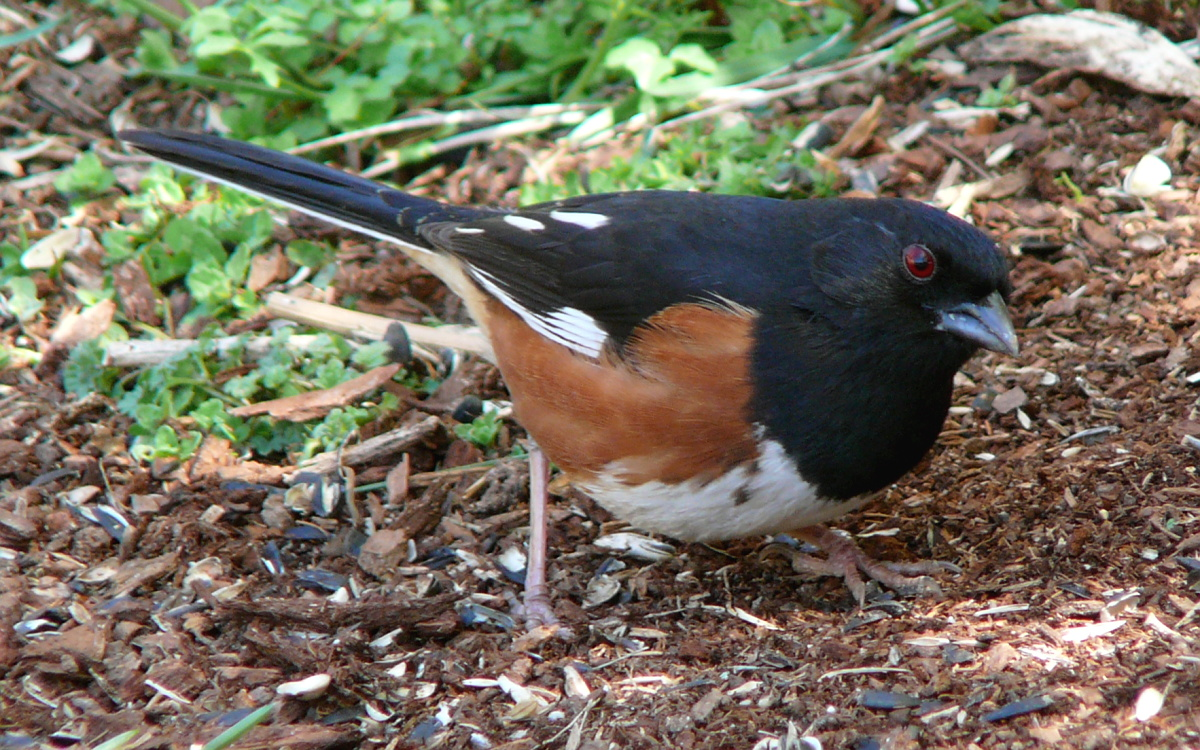
Красноглазый тауи